# Olle Holmsten

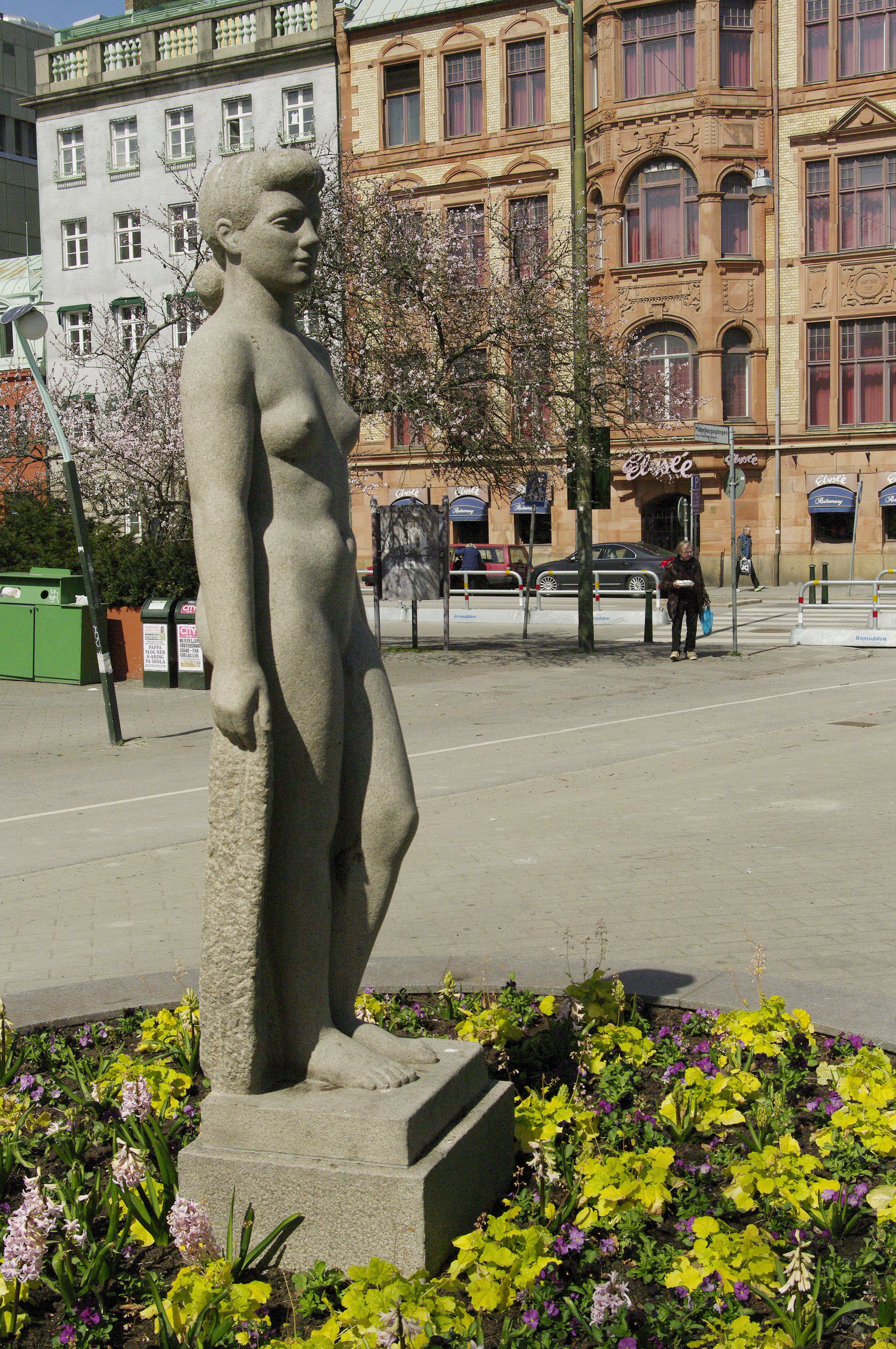
Statyn Göta av Olle Holmsten placerad på Raul Wallenbergs plats i Malmö

Olov (Olle) Verner Holmsten, född 1 september 1915 i Uppsala, död 1987, var en svensk skulptör. 
Han var son till målarmästaren Verner Holmsten och hans hustru Gerda och gift med Gunilla Barthelson. Holmsten studerade för Nils Sjögren på skulpturlinjen vid Konsthögskolan i Stockholm 1937-1942 och under studieresor till Frankrike 1946-1947. Tillsammans med Oskar Persson, Albert Eriksson, Lars Kemner och Richard Öster ställde han ut i Uppsala 1941. Holmsten utsågs att representera Sverige i den internationella skulpturtävlingen över ett monument för den Okände politiske fången i London 1952 och han belönades senare med ett första pris i skulpturtävlan i Malmö för skulpturen Göta. Holmsten är representerad med skulpturer i ett flertal svenska kommuner. Han emigrerade 1953 och var under flera år bosatt och verksam i Alberta, Kanada.